# Porlieria chilensis
Porlieria chilensis és una espècie de planta de la família de les zigofil·làcies.

## Descripció
És un arbre perenne, d'escorça de color gris cendrós amb fissures longitudinals profundes. Posseeix fulles oposades, compostes, paripinnades, gairebé sèssils, d'1,5 a 3,5 cm de longitud, compostes per 6 a 10 folíols linear-oblongs de vora sencera i àpex mucronat o obtús. Flors solitàries, axil·lars, de 5 a 8 mm de longitud, de color morat fosc. Calze de 5 sèpals; corol·la de 4 pètals, 8 estams i estigma simple. Té estípules espinoses.

## Distribució i hàbitat
És endèmic de la Zona Central de Xile. Es desenvolupa de manera natural entre la província de Limarí i la província de Colchagua (IV a VI regió), fins als 1.300 msnm, freqüentment en vessants i llocs rocosos. És un component comú al bosc esclerofil·le ("de fulles dures"), del qual forma part.

## Usos
La seva fusta és molt dura i de bella veta (negre i groga) per la qual cosa se l'utilitza per tallar instruments decoratius. Antigament es feia servir fins i tot per a fer peces de màquines, donada la seva extrema resistència.
La sobreexplotació i destrucció del bosc esclerofil·le ha reduït fortament les existències de l'espècie. Actualment és difícil trobar arbres ben desenvolupats, encara que segueix sent localment freqüent com rebrot de soca, amb aspecte arbustiu.